# 曹志遇
曹志遇，號二箕，湖廣武昌府興國州人。明朝政治人物。同進士出身。

## 生平
萬曆二十六年（1598年），登戊戌科進士，刑部觀政，二十八年除户部主事，二十九年管禄米倉，三十年管河西务鈔关，三十二年管徐州倉，三十三年升员外，升郎中，出知重庆府，三十八年正月考察。四十一年（1613年）起補高州府知府，岳立不可犯，豪民蠧吏相戒，屏跡鄉里，小民不識胥隸。重建郡學，創筆山書院，立表忠祠，復古南門，纂修府志，皆出俸資。四十五年七月陞廣東羅定兵備副使，四十七年考察去職。子曹景參，崇禎四年辛未進士，歷南吏科給事中。